# Мендзылесе
Мендзылесе (пол. Międzylesie, нем. Mittelwalde) — город в Польше, входит в Нижнесилезское воеводство, Клодзский повят. Имеет статус городско-сельской гмины. Занимает площадь 14,45 км². Население 2776 человек (на 2004 год).

## История
С 1875 года железнодорожная станция Мендзылесе на международной линии Вроцлав — Прага.

## Галерея

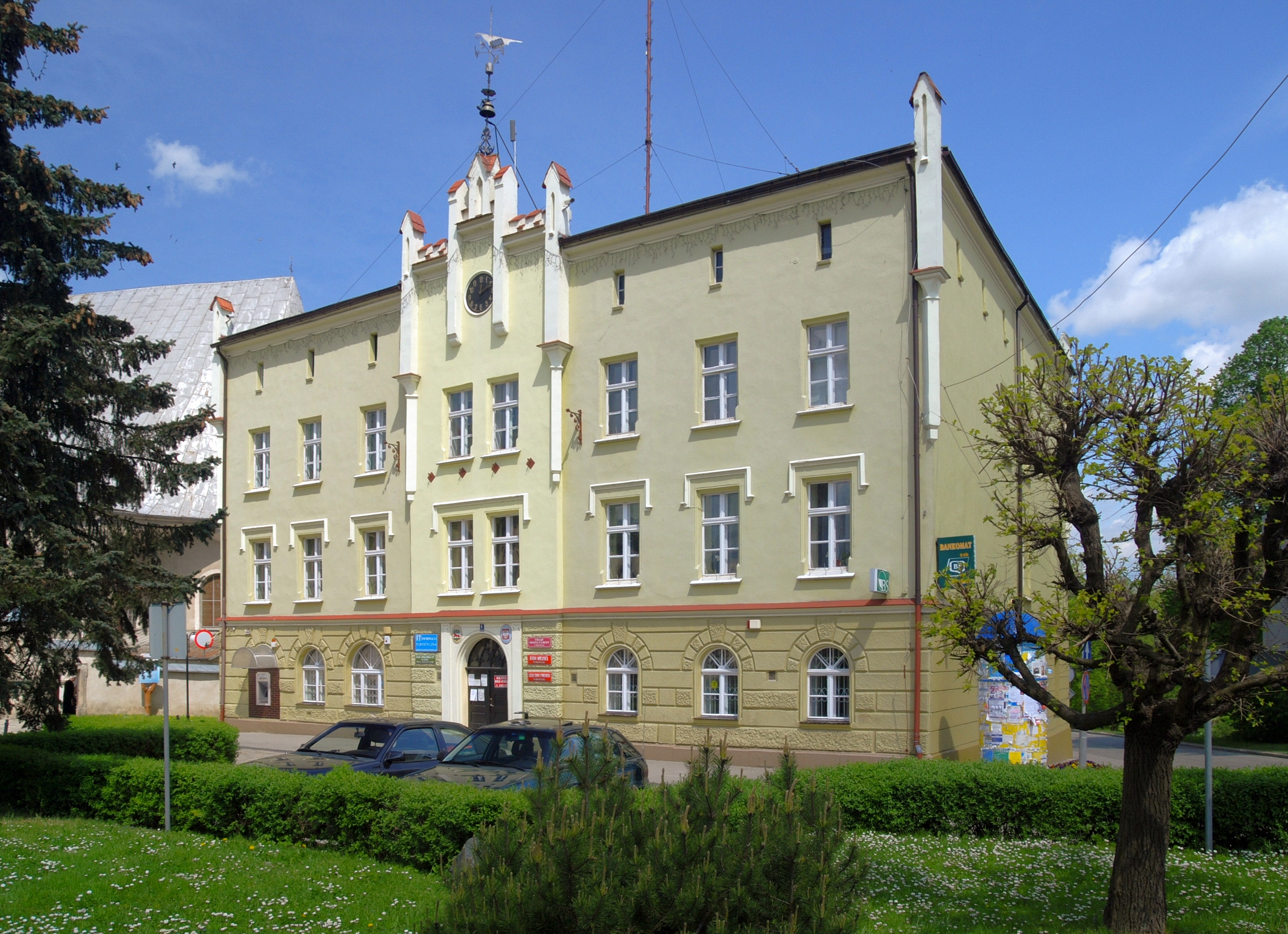
Ратуша
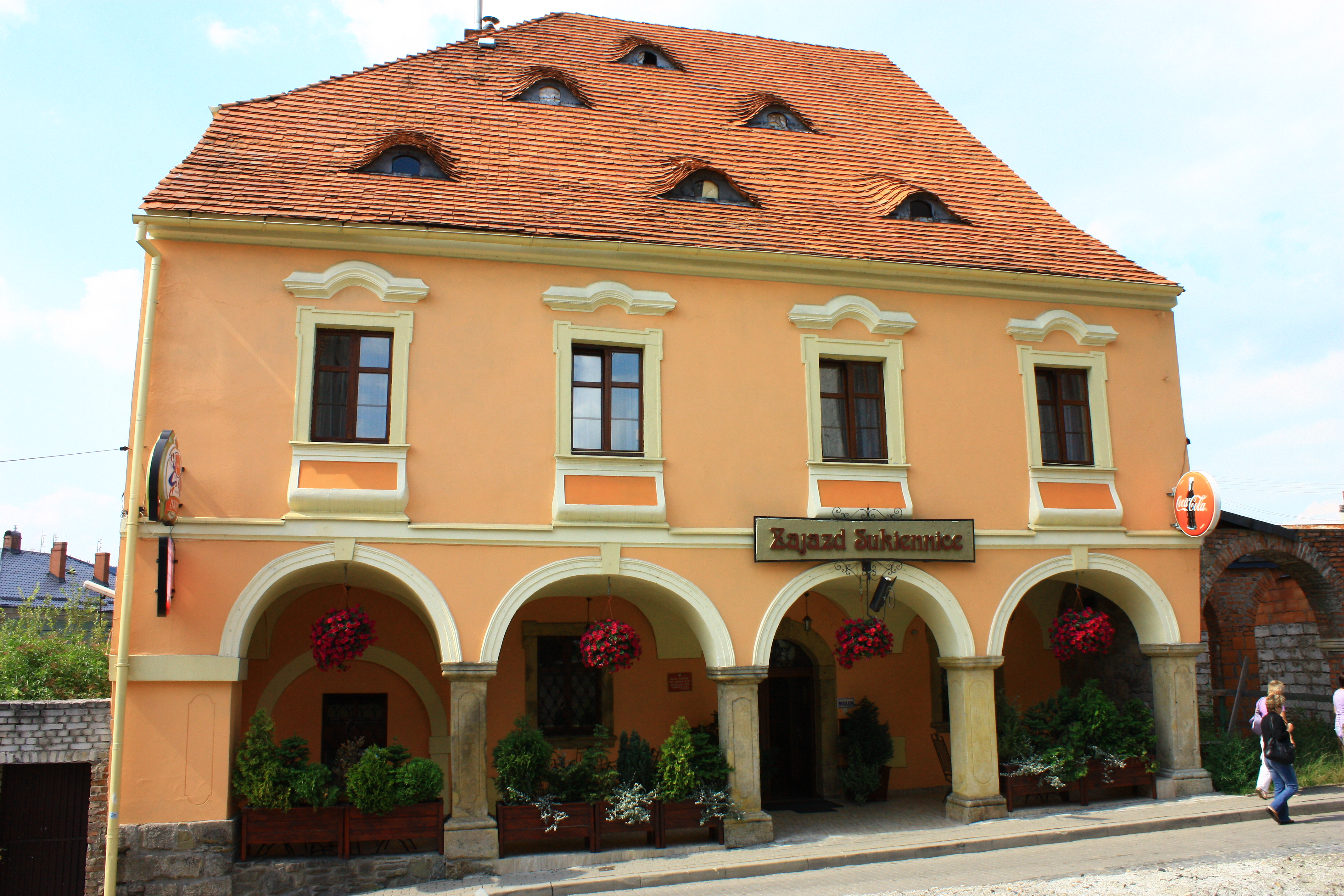
Суконные ряды
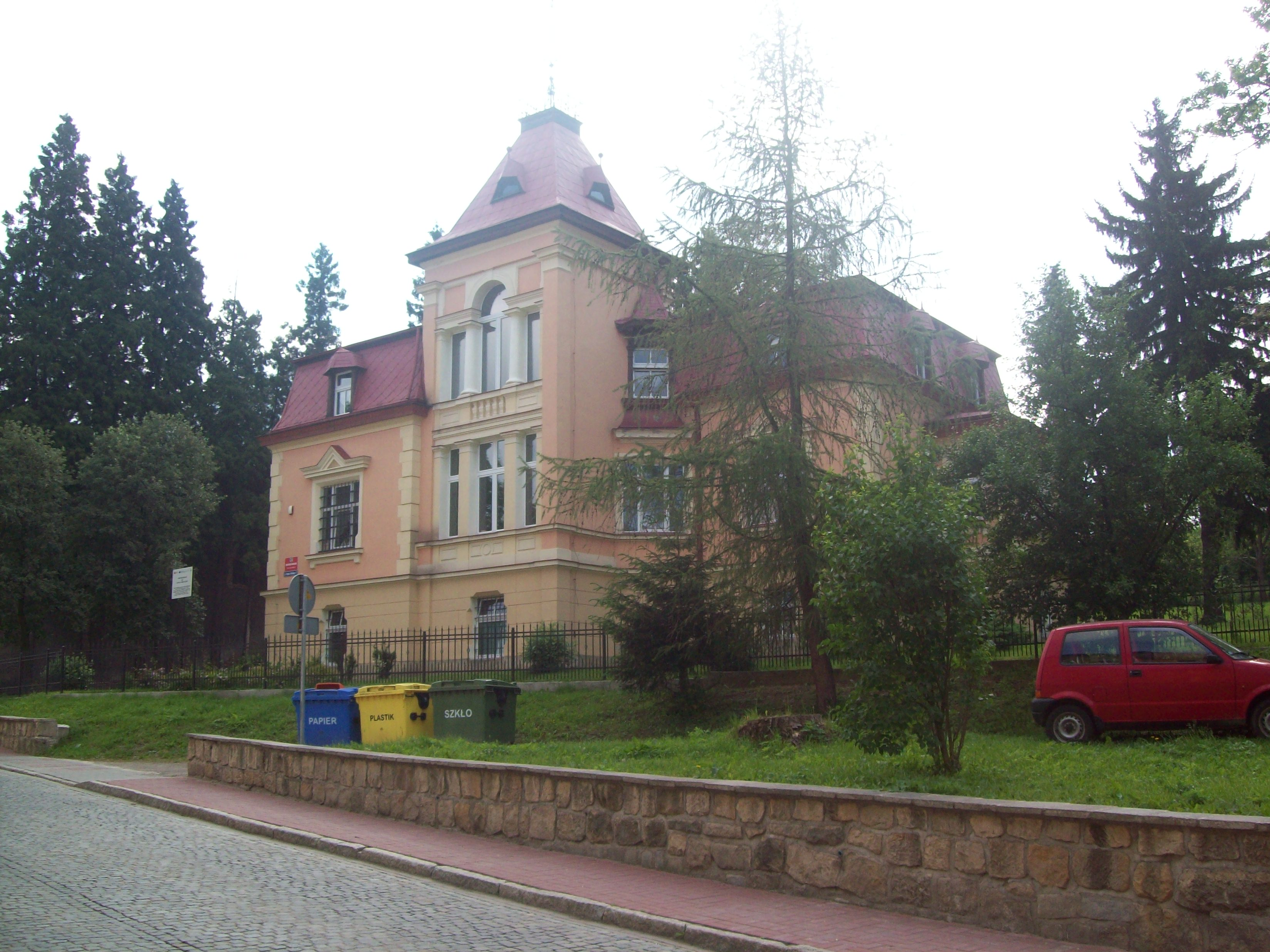
Здание библиотеки
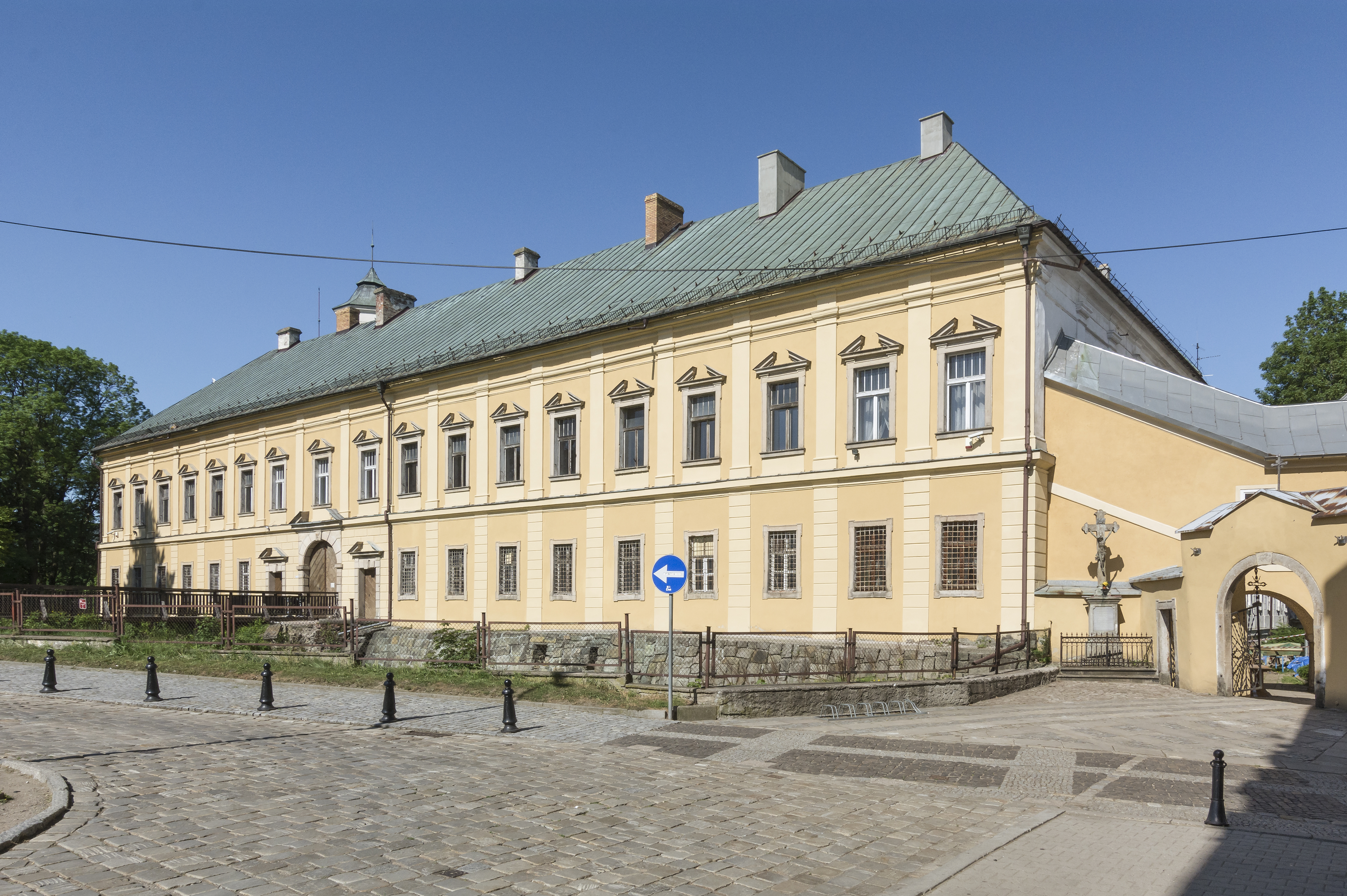
Замок
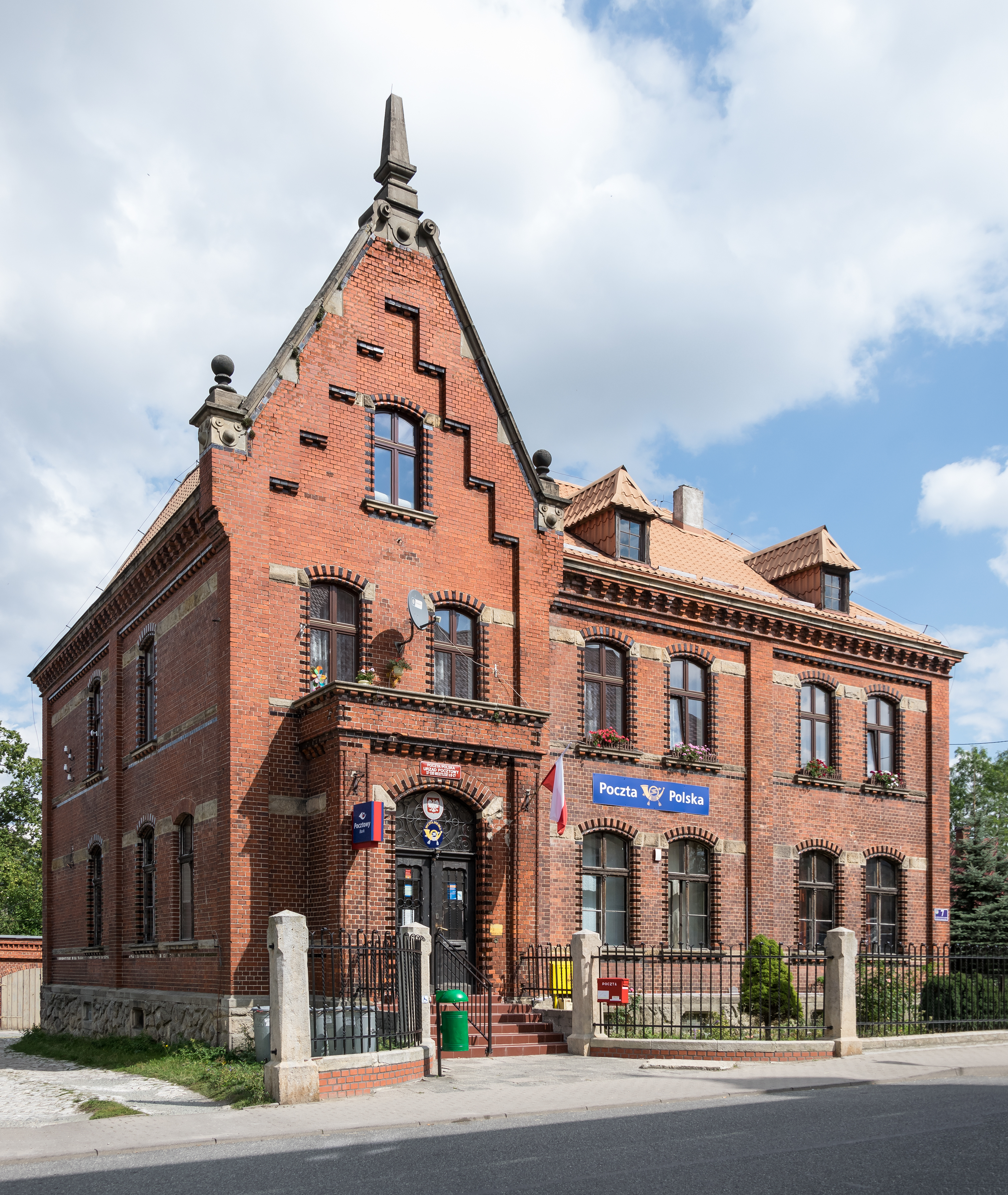
Здание почты
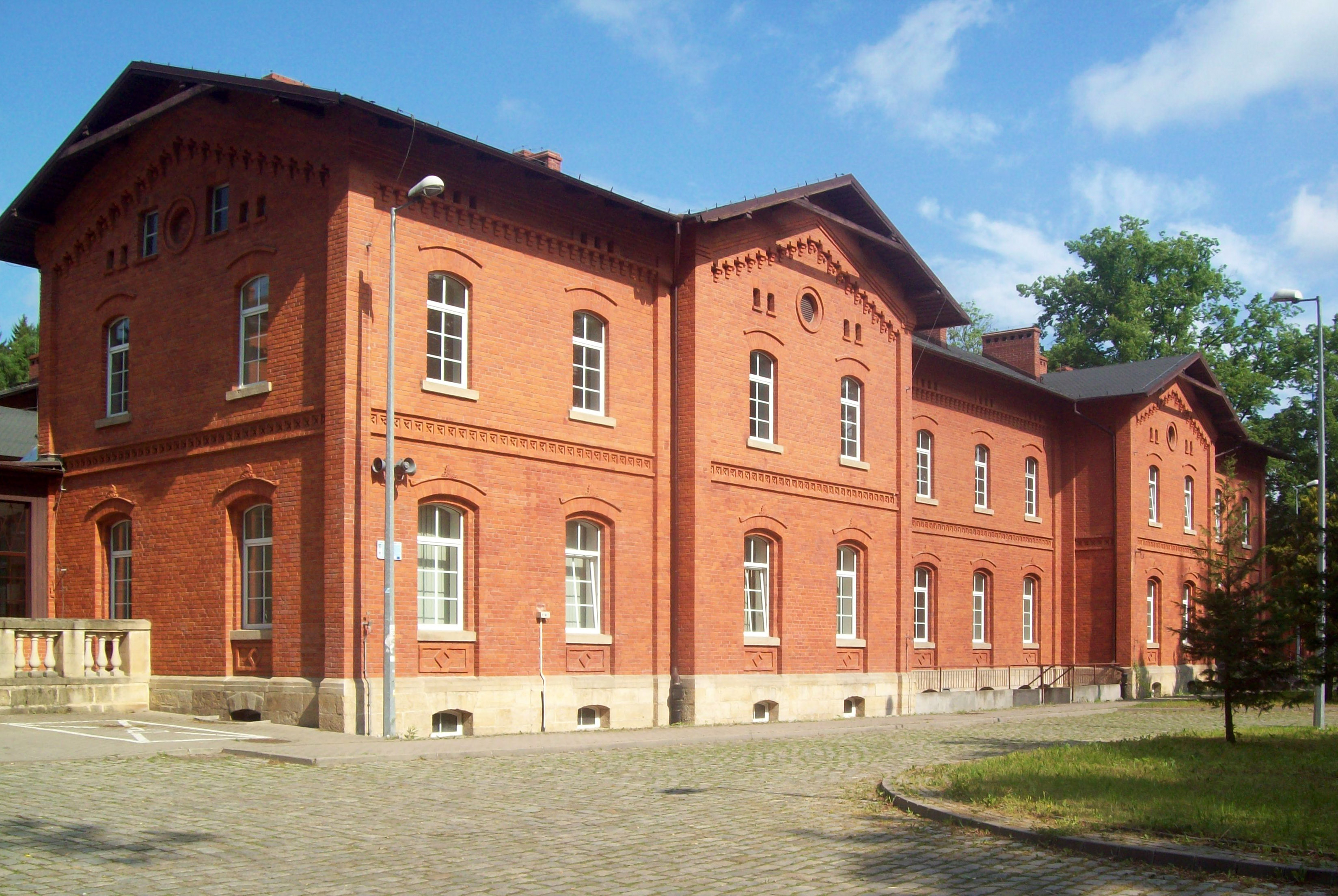
Железнодорожный вокзал
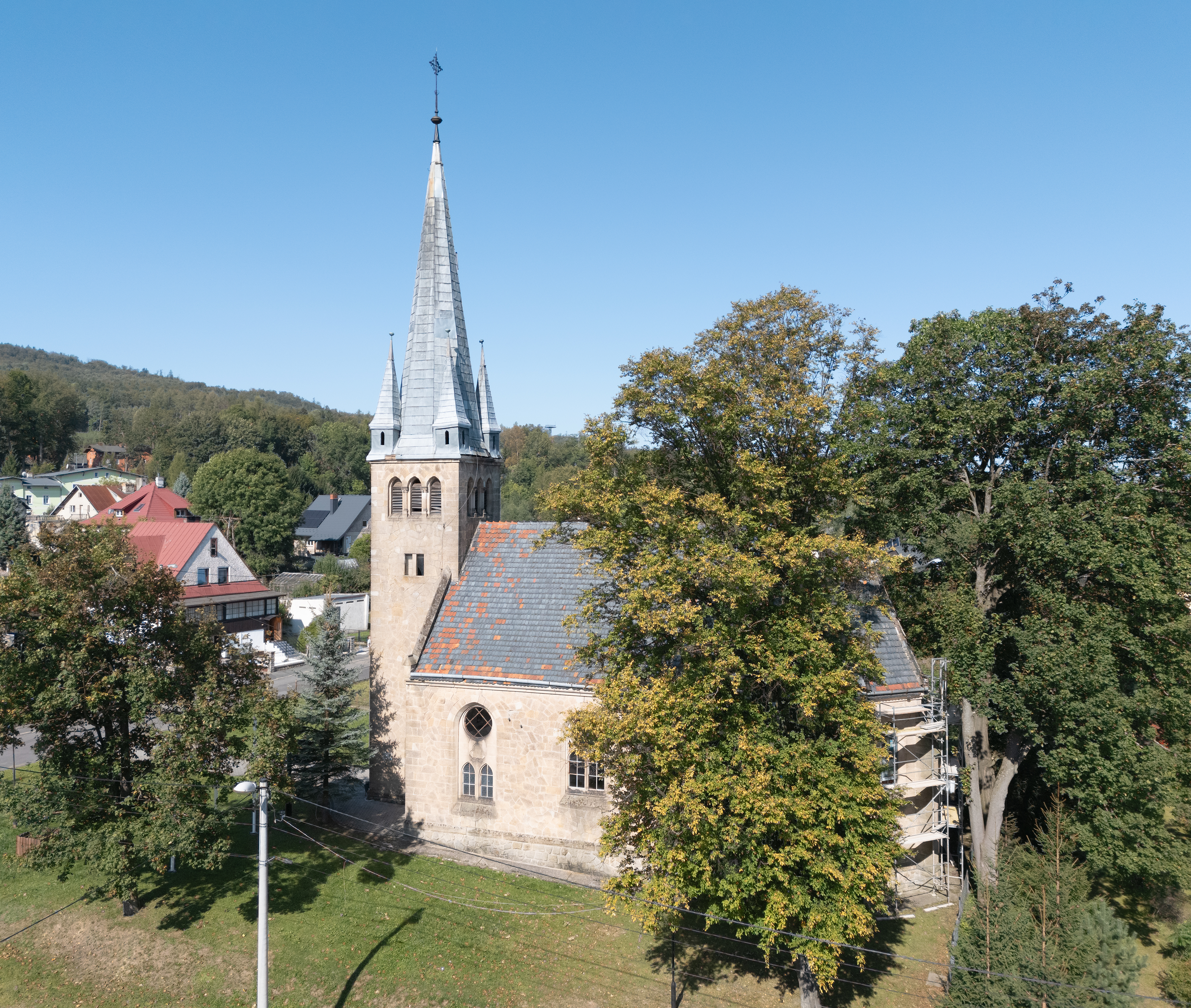
Церковь Иоанна Павла II